# Mistrzostwa Świata w Piłce Nożnej 2026 (eliminacje strefy AFC)/Grupa F
W Grupie F drugiej rundy eliminacji do Mistrzostw Świata 2026 biorą udział następujące zespoły:
- Irak
- Wietnam
- Filipiny
- Indonezja (zwycięzca dwumeczu z  Brunei w pierwszej rundzie eliminacji)

## Tabela
| Lp. | Drużyna   | M | Z | R | P | B+ | B– | +/– | Pkt | Kwalifikacja            |     | Irak | Indonezja | Wietnam | Filipiny |
| --- | --------- | - | - | - | - | -- | -- | --- | --- | ----------------------- | --- | ---- | --------- | ------- | -------- |
| 1   | Irak      | 6 | 6 | 0 | 0 | 17 | 2  | +15 | 18  | Awans do trzeciej rundy |     |      | 5–1       | 3–1     | 1–0      |
| 2   | Indonezja | 6 | 3 | 1 | 2 | 8  | 8  | 0   | 10  | Awans do trzeciej rundy |     | 0–2  |           | 1–0     | 2–0      |
| 3   | Wietnam   | 6 | 2 | 0 | 4 | 6  | 10 | −4  | 6   |                         |     | 0–1  | 0–3       |         | 3–2      |
| 4   | Filipiny  | 6 | 0 | 1 | 5 | 3  | 14 | −11 | 1   |                         | 0–5 | 1–1  | 0–2       |         |          |

## Wyniki
| 16 listopada 202312:00 CET | Filipiny                                    | 0:2(0:1) | Wietnam | Rizal Memorial Stadium, Manila Sędzia: Rustam Lutfullin |
| 16 listopada 202312:00 CET | 16' Nguyễn Văn Toàn · 90+4' Nguyễn Đình Bắc | 0:2(0:1) |         | Rizal Memorial Stadium, Manila Sędzia: Rustam Lutfullin |

| 16 listopada 202315:45 CET | Irak                                                                 | 5:1(2:1) | Indonezja       | Basra Sports City, Basra Widzów: 64 447 Sędzia: Ahmed Eisa Mohamed |
| 16 listopada 202315:45 CET | Resan 20' · Amat 35' (sam.) · Rashid 60' · Amyn 81' · El-Zubaidi 88' | 5:1(2:1) | 45+3' Pattynama | Basra Sports City, Basra Widzów: 64 447 Sędzia: Ahmed Eisa Mohamed |

| 21 listopada 202312:00 CET | Filipiny     | 1:1(1:0) | Indonezja   | Rizal Memorial Stadium, Manila Widzów: 9 880 Sędzia: Kim Jong-hyeok |
| 21 listopada 202312:00 CET | Reichelt 23' | 1:1(1:0) | 70' Ramdani | Rizal Memorial Stadium, Manila Widzów: 9 880 Sędzia: Kim Jong-hyeok |

| 21 listopada 202313:00 CET | Wietnam   | 0:1(0:0) | Irak | Stadion Narodowy Mỹ Đình, Hanoi Widzów: 20 568 Sędzia: Abdulla Al-Marri |
| 21 listopada 202313:00 CET | 90+7' Ali | 0:1(0:0) |      | Stadion Narodowy Mỹ Đình, Hanoi Widzów: 20 568 Sędzia: Abdulla Al-Marri |

| 21 marca 202414:30 CET | Indonezja   | 1:0(0:0) | Wietnam | Stadion Gelora Bung Karno, Dżakarta Widzów: 57 696 Sędzia: Salman Falahi |
| 21 marca 202414:30 CET | Maulana 52' | 1:0(0:0) |         | Stadion Gelora Bung Karno, Dżakarta Widzów: 57 696 Sędzia: Salman Falahi |

| 21 marca 202420:00 CET | Irak    | 1:0(0:0) | Filipiny | Basra Sports City, Basra Widzów: 63 750 Sędzia: Abdullah Jamali |
| 21 marca 202420:00 CET | Ali 84' | 1:0(0:0) |          | Basra Sports City, Basra Widzów: 63 750 Sędzia: Abdullah Jamali |

| 26 marca 202412:00 CET | Filipiny                                                       | 0:5(0:3) | Irak | Rizal Memorial Stadium, Manila Widzów: 10 014 Sędzia: Nazmi Nasaruddin |
| 26 marca 202412:00 CET | 14' (k), 36' Hussein · 30' Al-Ammari · 62' Iqbal · 77' Tahseen | 0:5(0:3) |      | Rizal Memorial Stadium, Manila Widzów: 10 014 Sędzia: Nazmi Nasaruddin |

| 26 marca 202413:00 CET | Wietnam                                    | 0:3(0:2) | Indonezja | Stadion Narodowy Mỹ Đình, Hanoi Widzów: 27 832 Sędzia: Alireza Faghani |
| 26 marca 202413:00 CET | 9' Idzes · 23' Oratmangoen · 90+8' Sananta | 0:3(0:2) |           | Stadion Narodowy Mỹ Đình, Hanoi Widzów: 27 832 Sędzia: Alireza Faghani |

| 6 czerwca 202414:30 CEST | Indonezja                   | 0:2(0:0) | Irak | Stadion Gelora Bung Karno, Dżakarta Widzów: 60 245 Sędzia: Shaun Evans |
| 6 czerwca 202414:30 CEST | 54' (k) Hussein · 88' Jasim | 0:2(0:0) |      | Stadion Gelora Bung Karno, Dżakarta Widzów: 60 245 Sędzia: Shaun Evans |

| 6 czerwca 2024CEST | Wietnam                                         | 3:2(0:0) | Filipiny                   | Stadion Narodowy Mỹ Đình, Hanoi Widzów: 11 568 Sędzia: Hanna Hattab |
| 6 czerwca 2024CEST | Nguyễn Tiến Linh 65', 76' · Phạm Tuấn Hải 90+5' | 3:2(0:0) | 62' Reichelt · 89' Ingreso | Stadion Narodowy Mỹ Đình, Hanoi Widzów: 11 568 Sędzia: Hanna Hattab |

| 11 czerwca 202420:00 CEST | Irak                                | 3:1(1:0) | Wietnam           | Basra Sports City, Basra Widzów: 42 791 Sędzia: Omar Mohamed Al Ali |
| 11 czerwca 202420:00 CEST | Ali 12' · Jasim 71' · Hussein 90+2' | 3:1(1:0) | 84' Phạm Tuấn Hải | Basra Sports City, Basra Widzów: 42 791 Sędzia: Omar Mohamed Al Ali |

| 11 czerwca 202414:30 CEST | Indonezja            | 2:0(1:0) | Filipiny | Stadion Gelora Bung Karno, Dżakarta Sędzia: Rustam Lutfullin |
| 11 czerwca 202414:30 CEST | Haye 32' · Ridho 56' | 2:0(1:0) |          | Stadion Gelora Bung Karno, Dżakarta Sędzia: Rustam Lutfullin |

## Strzelcy

### 4 gole
- Ayman Hussein

### 2 gole
- Patrick Reichelt
- Mohanad Ali
- Ali Jasim
- Nguyễn Tiến Linh
- Phạm Tuấn Hải

### 1 gol
- Kevin Ingreso
- Thom Haye
- Jay Idzes
- Egy Maulana
- Ragnar Oratmangoen
- Shayne Pattynama
- Saddil Ramdani
- Rizky Ridho
- Ramadhan Sananta
- Amir Al-Ammari
- Hussein Ali
- Youssef Amyn
- Aldin El-Zubaidi
- Zidane Iqbal
- Osama Rashid
- Bashar Resan
- Zaid Tahseen
- Nguyễn Đình Bắc
- Nguyễn Văn Toàn

### Gole samobójcze
- Jordi Amat (dla  Iraku)